# 车臣反同性恋清洗

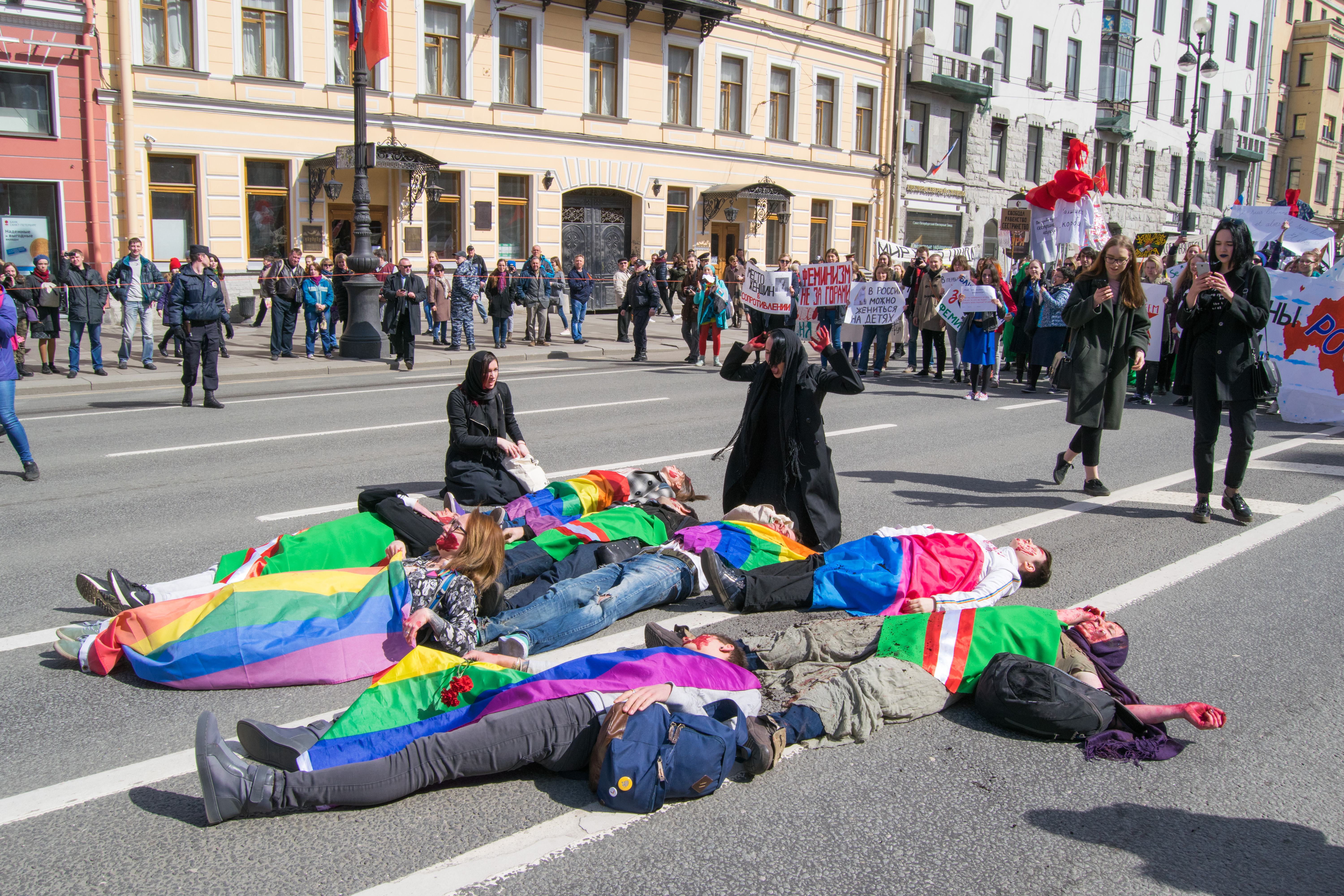
2017年5月1日，圣彼得堡的涅夫斯基大街举行了一场名为“车臣母亲哀悼孩子”的公开示威，抗议车臣对男同性恋者的迫害

俄罗斯联邦车臣共和国反同性恋清洗是指該地區採取的一系列迫害同性戀的措施，其中包括强迫失踪、秘密绑架、监禁、酷刑、以及車臣当局根据性取向对同性戀进行法外处决。車臣当局將怀疑是同性恋的人拘留，並將他們關進集中营，據稱集中營之內的人有人死亡。
2017年4月1日，俄羅斯反对派报纸新报。刊登了首個指控車臣當局迫害同性戀的文章，该报报道称，自2017年2月以来，据称有100多名男子被拘留和遭受酷刑，至少三人死于法外处决。最先报道此事的记者因害怕而開始躲藏起來。有人呼吁對报道这一情况的记者展開报复。
随着车臣当局清洗同性戀的消息传开，俄罗斯和国际活动人士試圖撤离难民营內的幸存者和其他陷入危險境地的车臣人，但活動人士很難将他们安全送出俄罗斯。
相關报道公開後，各界反應不一。车臣共和国总统拉姆赞·卡德罗夫不仅否认有過任何迫害行為，而且否认车臣存在同性恋者，并补充说此类人本身就有可能被自己的家人杀害。俄當局官员对此表示怀疑，但据报道，俄罗斯政府在當年5月下旬同意向车臣派遣一个调查组。许多西方国家领导人和其他公众人物谴责了车臣的行为，俄罗斯和其他地方也举行了抗议活动。欧洲安全与合作组织于2018年12月发布的一份报告证实了車臣當局迫害LGBT人群的報道，但車臣当局对此置之不理。
2019年1月11日，据报道，车臣共和国于2018年12月又一次展開“同性恋清洗”，多名男同性恋和女同性恋被拘留。俄罗斯LGBT网络估計约有40人被拘留，两人被杀。